# Wang Fang
Wang Fang (čínsky pchin-jinem Wáng Fāng, znaky 王芳; 30. září 1920 – 4. listopadu 2009) byl čínský komunistický politik, státní poradce (1988–1993), předtím ministr veřejné bezpečnosti (1987–1990) a tajemník čeťiangského provinčního výboru Komunistické strany Číny. Byl členem širšího vedení KS Číny jako člen ústředního výboru (1982–1987) a ústřední poradní komise (1987–1992).

## Život
Wang Fang se narodil 30. září 1920 v okrese Sin-tchaj v centrální části provincie Šan-tung. Roku 1937 vstoupil do komunistických vojsk v Šan-tungu a následujícího roku do Komunistické strany Číny. Účastnil se bojů s Japonci, do roku 1945 povýšil na náčelníka politického oddělení brigády v Šan-tungu. Po roce 1945 vedl bezpečnostní oddělení Centrální šantungské vojenské oblasti, poté řídil organizační a bezpečnostní oddělení 8. kolony v 3. polní armádě a bezpečnostní oddělení 7. sboru 3. polní armády.
Po vzniku Čínské lidové republiky postupně působil jako zástupce ředitele odboru veřejné bezpečnosti vojenské kontrolní komise v Chang-čou, ředitel úřadu veřejné bezpečnosti v Chang-čou a zástupce ředitele odboru veřejné bezpečnosti provincie Če-ťiang. Roku 1952 se stal ředitelem odboru veřejné bezpečnosti provincie Če-ťiang. Roku 1964 povýšil na zástupce guvernéra provincie Če-ťiang.
Během kulturní revoluce byl odvolán ze všech funkcí, zatčen a označen za stoupence návratu Číny ke kapitalismu.
Po rehabilitaci od roku 1977 postupně zastával funkci tajemníka městského výboru Komunistické strany Číny v Ning-po, předsedy revolučního výboru v Ning-po, prvního tajemníka městského výboru Komunistické strany Číny v Ning-po, tajemníka politického a právního výboru a později generálního sekretáře čeťiangského provinčního výboru KS Číny. Působil jako jeden za žalobců na procesu s gangem čtyř roku 1980. Na XII. sjezdu KS Číny v září 1982 byl zvolen členem ústředního výboru. Od března 1983 do dubna 1987 byl tajemníkem čeťiangského provinčního výboru KS Číny a poté od dubna 1987 do listopadu 1990 zastával funkci ministra veřejné bezpečnosti. V listopadu 1987 na XIII. sjezdu KS Číny odešel z ústředního výboru, náhradou byl zvolen členem ústřední poradní komise. Od dubnu 1988 vykonával funkci státního poradce. Aktivně se podílel na potlačení protestů na náměstí Nebeského klidu v roce 1989 a společně s ministrem státní bezpečnosti Ťia Čchun-wangem se snažil o rozbití a likvidaci nadací, které v Číně založil George Soros.
Koncem roku 1990, v 70 letech, se vzdal funkce ministra veřejné bezpečnosti, oficiálně kvůli pracovnímu přetížení a ze zdravotních důvodů, státním poradcem zůstal do konce funkčního období vlády v březnu 1993, kdy odešel do penze. 
Zemřel v Chang-čou 4. listopadu 2009.